# Martin Suter
Martin Suter (Zurigo, 29 febbraio 1948) è uno scrittore svizzero.

## Biografia
Suter vive ad Ibiza e in Guatemala con sua moglie, la fashion designer Margrith Nay Suter, e i suoi gemelli adottivi. Ha lavorato nell'industria pubblicitaria, riscuotendo successo sia come direttore creativo della rinomata agenzia pubblicitaria GGK, che come presidente dell'Art Director Club della Svizzera. Ha sempre esercitato l'attività di scrittura: dai reportage per il giornale GEO a numerosi testi per il cinema e la televisione.
Dal 1991, lavora come un vero scrittore. Dal 1992 fino ad inizio 2004 curò la rubrica settimanale "Business Class" per la Die Weltwoche. Nel 1995 ha ricevuto il "Premio dell'Industria Austriaca" (Preis der österreichischen Industrie) in occasione del concorso "Joseph Roth" a Klagenfurt. Ha scritto inoltre articoli per la rivista mensile NZZ Folio, nella rubrica "Vivere bene" con Geri Weibel.
I suoi romanzi, Com'è piccolo il mondo, Il lato oscuro della luna e L'amico perfetto sono caratterizzati da una commistione tra l'azione criminale (che gioca un ruolo subordinato) e la critica al sistema sanitario ed imprenditoriale. Per Com'è piccolo il mondo, a Suter sono stati consegnati nel 1997 il premio d'onore del Cantone di Zurigo e nel 1998 il "Prix du premier roman étranger" in Francia. Dal libro L'amico perfetto il regista francese Francis Girod ha tratto un film dal titolo Un ami parfait.
Recente è la collaborazione con il musicista svizzero Stephan Eicher, il cui album Eldorado contiene alcuni testi scritti da Suter nell'aprile 2007. Stephan Eicher ha presentato alcune delle nuove canzoni già nel 2006 in un esclusivo concerto al Blue Balls Festival di Lucerna; il singolo I weiss nid was es isch, il cui testo è stato scritto da Suter, è stato pubblicato nel 2007 insieme all'album.
Suter ha realizzato anche due commedie per il Theater am Neumarkt di Zurigo: Über den Dingen (2004) e Mumien (2006), con le quali si è affermato anche come commediografo di successo.
Nel 2003 ha vinto il premio tedesco "Krimipreis National 2" per L'amico perfetto. Nel 2007 è stato insignito del premio "Friedrich Glauser" per il suo romanzo Il demone di Milano.

## Opere
- Business Class. Manager in der Westentasche (Kolumnen). Weltwoche-ABC-Verlag, Zürich 1994
- Business Class. Mehr Manager in der Westentasche (Kolumnen). Weltwoche-ABC-Verlag, Zürich 1995
- Small World (Roman). Diogenes Verlag, Zürich 1997
- Business Class. Noch mehr Manager in der Westentasche (Kolumnen). Weltwoche-ABC-Verlag, Zürich 1998
- Die dunkle Seite des Mondes (Roman). Diogenes, Zürich 2000
- Business Class. Geschichten aus der Welt des Managements (Geschichten). Diogenes, Zürich 2000
- Richtig leben mit Geri Weibel (Geschichten). Diogenes, Zürich 2001
- Richtig leben mit Geri Weibel. Neue Folge (Geschichten). Diogenes, Zürich 2002
- Ein perfekter Freund (Roman). Diogenes, Zürich 2002
- Business Class. Neue Geschichten aus der Welt des Managements (Geschichten). Diogenes, Zürich 2002
- Lila, Lila (Roman). Diogenes, Zürich 2004
- Richtig leben mit Geri Weibel. Sämtliche Folgen (Geschichten). Diogenes, Zürich 2005
- Huber spannt aus und andere Geschichten aus der Business Class (Geschichten). Diogenes, Zürich 2005
- Der Teufel von Mailand (Roman). Diogenes, Zürich 2006
- Unter Freunden und andere Geschichten aus der Business Class (Geschichten). Diogenes, Zürich 2007
- Der letzte Weynfeldt (Roman). Diogenes, Zürich 2008
- Das Bonus-Geheimnis und andere Geschichten aus der Business Class (Geschichten). Diogenes, Zürich 2009
- Der Koch (Roman). Diogenes, Zürich 2010
- Allmen und die Libellen (Allmen and the Dragonflies), novel, 2010
- Die Zeit, die Zeit (Roman). Diogenes, Zürich 2012
- Allmen und die Dahlien (Roman). Diogenes, Zürich 2013

## Opere tradotte in italiano
- Un amico perfetto Feltrinelli, 2003
- Lila, Lila Feltrinelli, 2005
- L'ultimo dei Weynfeldt Sellerio, 2010
- Com'è piccolo il mondo! Sellerio, 2011
- Allmen e le libellule Sellerio, 2011
- Allmen e il diamante rosa Sellerio, 2012
- Il talento del cuoco Sellerio, 2012
- Allmen e le dalie Sellerio, 2015
- Montecristo Sellerio, 2016
- Creature luminose, Sellerio, 2018
- Melody, Sellerio, 2025